# TEEN'S MUSIC CHALLENGE
TEEN'S MUSIC CHALLENGE（ティーンズ・ミュージック・チャレンジ）とは、長野県松本市で行われている音楽祭である。中高生応援企画として、松本大学予備校が主催している。

## 名称
- 正式名称
  - 「TEEN'S MUSIC CHALLENGE」
- 正式略称
  - 「TMC」
- 通称
  - 「ティーンズ」

## 沿革
「中高生の爆発的パワーを音楽を通して解放し、松本を元気にする」という趣旨のもと、2007年から松本市中央公民館（Mウイング）6Fホールで開催している。最優秀バンドには楽器メーカー「フジゲン」の名を冠した「フジゲン賞（最優秀賞）」が授与される。
- 2007年　11バンド
- 2008年　9バンド
- 2009年　10バンド
- 2010年　10バンド
- 2011年　12バンド
- 2012年　11バンド
- 2013年　13バンド
- 2014年　10バンド
- 2015年　12バンド

## フジゲン賞（最優秀賞）受賞バンド
- 2007年　コメット
- 2008年　遠足日和
- 2009年　ELEC＋
- 2010年　THE NAMPA BOYS
- 2011年　J@m
- 2012年　NEEDLE GAME
- 2013年　PEPCHTACK
- 2014年　二カ年計画
- 2015年　Living DoLL

## ゲストミュージシャン
- 2007年　SAKU, やみなべ
- 2008年　やみなべ
- 2009年　やみなべ
- 2010年　SAKU, joyEL7（信州大学軽音楽サークルかしの木）
- 2011年　C4（信州大学JAZZ研究会）
- 2012年　STAIRWAY QUINTET（信州大学JAZZ研究会）
- 2013年　At home（信州大学軽音楽サークルかしの木）
- 2014年　信州大学ケルト音楽研究会
- 2015年　唐木和花